# Falangismo

Bandeira da Falange Espanhola.

Falangismo  é a ideologia política da Falange Española de las JONS mais tarde Falange Española Tradicionalista y de las Juntas de Ofensiva Nacional Sindicalista (ambas conhecidas simplesmente por "Falange"), bem como os derivados da mesma noutros países. Em sua forma original, o Falangismo é amplamente considerado uma ideologia fascista.  Sob a liderança de Francisco Franco, muitos dos elementos radicais do Falangismo considerados como fascistas foram diluídos e em grande parte tornou-se uma ideologia autoritária e conservadora ligada à Espanha franquista.  Os oponentes das mudanças franquistas no partido incluem o ex-líder da Falange Manuel Hedilla. O Falangismo coloca uma forte ênfase na identidade religiosa católica, embora tenha mantido alguns pontos de vista seculares sobre influência direta da Igreja na sociedade, uma vez que acreditava que o Estado deveria ter a autoridade suprema sobre a nação.  O Falangismo enfatiza a necessidade de autoridade, hierarquia e ordem na sociedade.  O Falangismo é anticapitalista, antidemocrático e antiliberal. 
O manifesto original da Falange, os "Vinte e Sete Pontos", declaram que o Falangismo apoia: a unidade da Espanha e a eliminação do separatismo regional; estabelecimento de uma ditadura liderada pela Falange; utilização da violência para regenerar a Espanha; promoção da revitalização e desenvolvimento do Império Espanhol; uma revolução social para criar: uma economia sindicalista nacional, que cria sindicatos nacionais tanto dos empregados e empregadores para organizar mutuamente e controlar a atividade econômica, reforma agrária, expansão industrial, respeito à propriedade privada com exceção de nacionalizar os mecanismos de crédito para evitar a usura capitalista. Apoia criminalização de greves por funcionários e locautes por empregadores como atos ilegais.  O Falangismo suporta que o estado deve ter jurisdição de fixação de salários.  Sob Franco, a Falange abandonou suas tendências anticapitalistas originais, declarando a ideologia como sendo totalmente compatível com o capitalismo.  No entanto, a Falange da Era Franco apoiou o desenvolvimento de cooperativas não capitalistas, como a Corporação Mondragon, pois reforçava a reivindicação franquista da não existência de classes sociais na Espanha durante seu regime. 
A Falange espanhola e de suas afiliadas nos estados hispânicos em todo o mundo promoveram uma forma de pan-hispanismo conhecida como Hispanidad que promovia tanto a união cultural como econômica das sociedades hispânicas em todo o mundo. 
O Falangismo atacava tanto a esquerda como a direita política como seus "inimigos", declarando não ser nem de esquerda nem de direita, mas uma terceira posição sincrética.  No entanto, fontes acadêmicas analisam o Falangismo colocando-o na direita política.